# Eusebio Hernández
Eusebio Hernández Munilla, detto El Corcho (Valparaíso, 26 giugno 1911 – Valparaíso, 21 giugno 1997), è stato un cestista cileno.

## Carriera
Ha disputato con il Cile 3 partite alle Olimpiadi del 1936, classificandosi al 9º posto. Ha vinto l'oro ai FIBA South American Championship 1937.